# Гатиятуллин, Асадулла Гатиятуллович
Асадулла Гатиятуллович Гатиятуллин (баш. Әсәҙулла Ғәтиәтулла улы Ғәтиәтуллин; 1891—1969) — башкирский поэт-импровизатор, сэсэн.

## Биография
Гатиятуллин Асадулла Гатиятуллович родился 2 июля 1910 года в деревне Чирша-Тартыш Бирского уезда Уфимской губернии (ныне Кушнаренковский район Башкортостана).
Обучался в Бирском медресе. Принимал участие в Гражданской войне. Жил и работал в родной деревне Чирша-Тартыш. Долгие годы учительствовал, являлся секретарём сельского совета, счетоводом колхоза. В 1931—1933 гг. был преподавателем школы д. Чирша-Тартыш.

## Творческая деятельность
Асадулла Гатиятуллин начал заниматься творчеством в последние годы своей жизни, после выхода на пенсию. В основе произведений писателя — судьба башкирского народа («Атам ҡара башҡорт булған» — «Отец мой был истинным башкиром», «Беҙ — бәхетле халыҡ» — «Мы — счастливый народ», «Беҙ көрәштек» — «Мы боролись» и другие). Весомое место в творчестве Гатиятуллина занимают сатирические стихи, которые высмеивают человеческие пороки — «Алдаҡсы» («Обманщик»), «Ярар, бабай, ярар!» («Хорошо, старик, хорошо!») и другие.
Некоторые произведения автора были включены в свод «Башкорт халык ижады». Его рукописи хранятся в Научном архиве Уфимского научного центра РАН.